# Tamás Molnár
Tamás Molnár (ur. 2 sierpnia 1975 w Segedynie) – węgierski piłkarz wodny, zdobywca trzech złotych medali z drużyną na Letnich Igrzyskach Olimpijskich w Sydney i na Letnich Igrzyskach Olimpijskich w Atenach oraz na  Letnich Igrzyskach Olimpijskich w Pekinie